# Ray Kroc
Raymond Albert „Ray” Kroc (ur. 5 października 1902 w Oak Park, zm. 14 stycznia 1984 w San Diego) – amerykański biznesmen czeskiego pochodzenia. Założyciel McDonald's Corporation, która powstała po przejęciu restauracji McDonald's założonej przez braci Richarda i Maurice'a McDonaldów. Znany był jako „Hamburger King”.

## Wczesne lata
Urodził się 5 października 1902 r. w Oak Park. Jego rodzicami byli Rose Mary z domu Hrach (1881–1959) oraz urodzony w Czechach Alois „Louis” Kroc (1879–1937). Po emigracji do Ameryki, Alois w latach 20. XX w. dorobił się na spekulacjach ziemskich. Utracił on jednak całą fortunę w wyniku kryzysu wywołanego przez tzw. czarny czwartek w 1929 r.
Ray większość swojego dzieciństwa spędził w Oak Park. Jako piętnastolatek, podczas I wojny światowej, skłamał co do swojego wieku, dzięki czemu został kierowcą ambulansu Czerwonego Krzyża. Jednym z członków korpusu w którym służył Walt Disney. W czasie Wielkiego Kryzysu Raymond  pracował jako m.in.: sprzedawca papierowych kubków, agent nieruchomości na Florydzie czy też pianista w zespołach muzycznych. Niedługo potem został sprzedawcą w firmie Lily-Tulip Cup Company, awansując na stanowisko kierownika sprzedaży na Środkowym Zachodzie. Tam też poznał Earla Princa – właściciela firmy Prince Castle, producenta m.in.: „multimikserów”, zdolnych do jednoczesnego wytwarzania pięciu porcji koktajli mlecznych.

## Rozwój i przejęcie sieci McDonald's
W latach 40. Kroc opuścił firmę Lily-Tulip, aby skupić się na sprzedaży „multimikserów” Prince Castle w całym kraju. Ta zaczęła jednak gwałtownie spadać, z powodu m.in.: pojawienia się na rynku konkurencji ze strony tańszych produktów firmy Hamilton Beach. Podczas swojej pracy Kroc zachwycił się restauracją w San Bernardino w Kalifornii, założoną przez braci Richarda i Maurice'a McDonaldów, która zamówiła u niego osiem „multimikserów”. Będący pod dużym wrażeniem Raymond odwiedził ich osobiście w 1954 r. Odkrył, że ich sukces opiera się na jakości i szybkości obsługi i jest on oparty na wprowadzonym w 1948 r. w lokalu „Speedee Service System”. Dodatkowo pracę ułatwiało ograniczone przez braci menu, koncentrując się tylko na kilku pozycjach – hamburgerach, frytkach i napojach. Chcąc wykorzystać sukces Richarda i Maurice'a, Kroc zawarł z nimi umowę, i stał się ich agentem ds. franczyzy.

Raymond przed otwarciem swojego pierwszego lokalu poszukiwał różnych miejsc do otwarcia swojej restauracji. 20 października 1954 r. napisał on nawet list do Walta Disneya, w którym wskazywał:
„Dear Walt, I feel somewhat presumptuous addressing you in this way yet I feel sure you would not want me to address you any other way. My name is Ray A. Kroc… I look over the Company A picture we had taken at Sound Beach, Conn., many times and recall a lot of pleasant memories…I have very recently taken over the national franchise of the McDonald’s system. I would like to inquire if there may be an opportunity for a McDonald’s in your Disneyland Development.”
Walt odpowiedział listem, w którym poinformował Kroca, że jego prośba została przesłana do wiceprezesa odpowiedzialnego za koncesje w Disneylandzie. Jak twierdził Raymond, nigdy nie otrzymał on odpowiedzi od wspomnianego wiceprezesa. Postanowił więc poszukać innego miejsca. 15 kwietnia 1955 r. w Des Plaines, w stanie Illinois, otworzył on pierwszą restaurację McDonald's System, Inc., która odniosła podobny sukces jak lokal w Kalifornii.
Kroc był autorem szeregu innowacyjnych zmian w modelu franczyzy usług gastronomicznych, takich jak np.: sprzedaży franczyzy jedynie na jeden lokal, a nie jak było wówczas powszechne sprzedaży większych obszarów franczyzowych. Pozwalało mu to na kontrolowanie, czy dany franczyzobiorca przestrzega zasad jakości i jednolitości obsługi, jaka miała obowiązywać we wszystkich lokalach McDonald's. Posiłki serwowane w lokalach miały mieć ściśle ustaloną, zestandaryzowaną zawartość, a restauracjom nie wolno było w żaden sposób odbiegać od tych specyfikacji. Dodatkowo w obawie przed włamaniami oraz niepożądanymi gośćmi, restauracje były zakładane na terenach podmiejskich, a ponadto w żadnej z nich nie wolno było używać automatów do papierosów lub gier typu pinball. Metody te przyniosły sukces, i już w 1958 r. sieć sprzedała stumilionowego burgera.
W latach 60. XX wieku zaczęły pojawiać się sieci nowych fast foodów, które wzorowały swój model działania na sieci McDonald's. Kroc był sfrustrowany dążeniem braci McDonald do utrzymania niewielkiej liczby restauracji, oraz brakiem zgody na wprowadzenie dalszych zmian w sieci. Dodatkowo pierwotna wersja umowy przewidywała pozyskiwanie przez korporację McDonald's 1,9% zysków franczyzobiorcy, z której to sumy 0,5% trafiało bezpośrednio do Dicka i Maca McDonaldów, co nie pozwalało na stabilny rozwój sieci. Skłócony już wówczas z nimi Raymond miał zapytać, ile trzeba będzie im zapłacić, żeby odeszli i oddali mu prawa do marki Mcdonald's. W odpowiedzi usłyszał kwotę 2,7 miliona dolarów – milion dolarów dla każdego z nich i 700 000 dolarów na uregulowanie kwestii podatkowych. Kwotę tę udało mu się spłacić m.in. dzięki pomocy jego współpracownika Harry'ego Sonneborna, który pomógł mu w 1956 r. założyć Franchise Realty Corporation. W 1965 r. sieć liczyła sobie już blisko 700 restauracji, rozlokowanych w 44 stanach, a 21 kwietnia tego roku Mcdonald's, jako pierwsza sieć fast-foodów w historii, zadebiutował na giełdzie.

## Życie prywatne i śmierć
Kroc przeszedł na emeryturę przestając prowadzić McDonald's w 1973 roku. Był trzykrotnie żonaty z: Ethel Fleming (1922-1961) z którą miał córkę Marilyn, Jane Dobbins Green (1963-1968) oraz Joan Kroc (1969–1984). Dwa pierwsze małżeństwa zakończyły się rozwodem. Był republikaninem. Wsparł m.in. kampanię wyborczą Richarda Nixona kwotą 255 000 dolarów. Był również właścicielem klubu baseballowego San Diego Padres.
Zmarł w wieku 81 lat 14 stycznia 1984 roku w szpitalu w San Diego w Kalifornii. Przyczyną śmierci była niewydolność serca. Został pochowany na El Camino Memorial Park w Sorrento Valley, San Diego.